# Моран, Полли
Полин Моран (англ. Polly Moran, 28 июня 1883[…], Чикаго, Иллинойс — 25 января 1952[…], Лос-Анджелес, США) — американская актриса.

## Биография
Полли Тереза Моран родилась в Чикаго 28 июня 1883 года. Актёрскую карьеру начала с участия в водевилях, с выступлениями которых гастролировала в Европе и Южной Африке. В 1914 году она подписала контракт со студией Мака Саннетта «Кейстоун». Она хорошо там себя показала, а через несколько лет перешла на студию «MGM». Там она познакомилась с бродвейской звездой Мари Дресслер, с которой снималась вместе в нескольких фильмах. После смерти Дресслер в 1934 году карьера Моран заметно пошатнулась. Она стала сниматься лишь в малобюджетных комедиях и фильмах категории «B».
Ей всё же удалось привлечь к себе внимание режиссёров после выхода фильма «Ребро Адама». К несчастью это возвращение в большое кино было прервано её смертью от сердечно-сосудистой болезни 25 января 1952 года. Её вклад в киноиндустрию США отмечен звездой на Голливудской аллее славы.

## Избранная фильмография
- Жёлтый таксист (1950) — мать невесты
- Ребро Адама (1949) — миссис МакГрат
- Красный свет (1949)
- Алиса в стране чудес (1933) — птица Додо
- Украденные драгоценности (1931) — служанка Нормы Ширер
- Погоня радуг (1930) — Полли
- Безобразная ночь (1929) — Полли
- Люди искусства (1928) — горничная Пэгги
- Божественная женщина (1928) — мадам Пигонье
- Лондон после полуночи (1927) — мисс Смитсон
- Неприятель (1927) — Баруска
- Алое письмо (1926)
- Их общественный плеск (1915) — Полли